# 祖国同志会
祖国同志会（そこくどうしかい）は昭和初期の「国粋ファシスト」の政治団体。

## 概要
北一輝の弟の北昤吉を中心に結成された。雑誌「祖国」を発行し、その読者網を利用して全国的な活動を行った。背後には大東文化協会も存在していた。藤井真澄・木下成太郎（衆議院議員）・高倉寛・中山啓らが主要な構成員であった。